# Yannick Hodbert
Yannick Hodbert, noto anche con lo pseudonimo di Yannick (Libourne, 1944), è un fumettista francese.

## Biografia
All'età di 16 anni intraprese la carriera fotografica seguendo le orme della sua famiglia e mostrò interesse nell'illustrazione di fumetti. Nel 1967 creò il personaggio di Caramel per il racconto a episodi Les pieds Nickelés.
Nel 1969 insieme a René Deynis intraprese un collaborazione con la casa editrice Éditions Vaillant. Esordì pubblicando nella rivista Pif Gadget come disegnatore e sceneggiatore della serie Pif, per la quale realizzò tutte le copertine e le illustrazioni dove erano presenti i personaggi di Pif o di Ercole.
Collaborò con Jean Tabary, illustratore di Totoche Poche, e con Michel Motti. Insieme a quest'ultimo fu autore di molte storie per Pif tra il 1970 e il 1972, mentre negli anni successivi i due lavorarono alla serie Les apprentis sorciers, nonostante il contratto per i diritti d'autore fosse firmato a nome di Yannick.
Nel settembre 1976 creò su suggerimento di Claude Gendrot la serie Ercole, di cui Motti realizzò le prime sceneggiature, per poi relegare l'intera redazione a Yammick. Inizialmente i colori furono realizzati dalla tipografia su sua indicazione ma poi fu Anna Marie Ducasse a seguire la colorazione della serie. Il contratto per i diritti d'autore fu firmato a nome di Yannick.
Nel 1981, quando il fumettista Jean-Claude Poirier morì, l'agenzia pubblicitaria Grey gli chiese di occuparsi della creazione delle vignette per le gomme da masticare Malabar e dei cartoni pubblicitari del marchio. Realizzò così quattro vignette con l'aiuto di François Dimberton e Motti. Con quest'ultimo realizzò un album per le vignette di Malabar.
Nel 1987 realizzò Morgueluse per il periodico Pif Gadget. Fu autore della sceneggiatura, dell'impaginazione e dei personaggi, mentre la colorazione fu eseguita con Motti. Seguirono poi la serie di fumetti Looping e Tonneau pubblicata su Pif Gadget dalla Vaillant, la serie di Pierre Lagagne pubblicata sulla rivista Miroir du cyclisme e la serie Nanouk su Pif découverte (rivista mensile che pubblicò soli tre numeri edita dalla Scanéditions).
Tra il 1994 e 2005 venne pubblicata la striscia settimanale Croglok, che raccoglieva le vignette che erano apparse in precedenza sul quotidiano francese Dauphiné Libéré, su Corinne et Jeannot e su Centre Presse. In seguito Yannick illustrò numerose copertine per Mickey Parade, Le Journal de Mickey e Mickey Jeux, indi creò la serie Cool Cool, Super Pig per vrac e Monsieur le Président.
Assieme allo sceneggiatore Erroc realizzò nel 2002 Magiclan, una storia a fumetti per la collezione del bimestrale Super Scroogein, mentre la serie Sir Mac Do dedicata ai ragazzi è stata pubblicata su Super Picsou Géant.

## Pubblicazioni

### Come illustratore, sceneggiatore e colorista
Album Hercule.
- 1980: Hercule contre Hercule, Éditions Vaillant Francia
- 2002: Ras l'képi!, Bamboo.[13]
- 2010: Sparadraps en folie, Bamboo[13]
- 2013: Hercule, le retour, sceneggiatura di Erroc, Bamboo[13]

### Come illustratore e sceneggiatore
Album Hercule
- 1981: La magnifique, Vaillant
- 1986: L'île aux cent mille gags, Edizioni Vaillant (coloratura di Anne-Marie Ducasse)[5]
- 1987: L'agent trouble, Edizioni Messidor (coloratura di Anne-Marie Ducasse)[5]
- 1993: Mon bêtisier, Edizioni Scandéditions (coloratura di Anne-Marie Ducasse)[5]
- 2001: Bazar de Grumlot!, Edizioni Bamboo[13] (coloratura di Anne-Marie Ducasse)[5]

Super Hercule: Tutte le copertine dal n. 4 in poi
- 1975: Le mauvais génie de la farce, sceneggiatura di Michel Motti e Yannick.

### Come illustratore e colorista
- 2012: Magicland : Philtra mène l'enquète! (sceneggiatura di Erroc)

### Come illustratore
In album su sceneggiatura di Erroc.
- 2006: Plans de carrière : Ado, boulot, dodo (coloratura di Anne-Marie Ducasse)[5]
- 2008: Plans de carrière : Un cv dans la mare (coloratura di Caroline Romaneix)